# Tesfaye Bramble
Tesfaye Walda Simeon "Tes" Bramble (n. el 20 de julio de 1980 en Ipswich, Inglaterra) es un futbolista profesional que juega como delantero para la Selección de fútbol de Montserrat.
Incursionó en el Ipswich Wanderers F.C. el diciembre de 2014. Previamente había sido incluido en el Chelmsford City F.C., el Cambridge City F.C., el Southend United F.C.,  el Stockport County F.C., el Stevenage F.C., el Leiston F.C., el Felixstowe & Walton United F.C. y el Hadleigh United F.C..
En noviembre de 2004, Tesfaye fue llamado por el director técnico Ruel Fox para jugar con la Selección de fútbol de Montserrat en la Copa del Caribe, calificando después de vencer a la Selección de fútbol de Antigua y Barbuda el 2 de noviembre de 2004; por un marcador de 5-4.

## Clubes
| Club                       | País       | Año       |
| -------------------------- | ---------- | --------- |
| Chelmsford City            | Inglaterra | 1997-1999 |
| Cambridge City             | Inglaterra | 2000-2001 |
| Southend United            | Inglaterra | 2001-2005 |
| Cambridge United           | Inglaterra | 2005      |
| Stockport County           | Inglaterra | 2005-2007 |
| Stevenage FC               | Inglaterra | 2007-2008 |
| Leiston FC                 | Inglaterra | 2008-2009 |
| Felixstowe & Walton United | Inglaterra | 2009-2010 |
| Haleigh United             | Inglaterra | 2013-2014 |
| Ipswich Wanderers          | Inglaterra | 2014      |